# Eumops chiribaya
Eumops chiribaya és una espècie de ratpenat de la família dels molòssids. És endèmic del sud-oest del Perú. És un membre del gènere Eumops de mida mitjana, amb una llargada total de 134 mm, la cua de 52 mm, les potes posteriors de 13,5 m, les orelles de 25,7 mm, els avantbraços de 61,1 mm i un pes de 20,3 g en l'holotip. Fou anomenat en honor de la cultura chiribaya. Com que fou descoberta fa poc, l'estat de conservació d'aquesta espècie encara no ha estat avaluat formalment.